# Conacul Barcsay din Huedin
Conacul Barcsay din Huedin, județul Cluj (strada Avram Iancu nr. 41) este înscris pe lista monumentelor istorice din județul Cluj elaborată de Ministerul Culturii și Patrimoniului Național din România în anul 2010, cu codul  CJ-II-m-B-07678. 

## Istoric
A fost construit în secolul al XVIII-lea și poartă numele fostului proprietar. În prezent este utilizat ca școală.

## Denumiri școală
- 1969 - Școala Specială Huedin;
- 1969-2000 - Casa de Copii cu Școala Ajutătoare Huedin;
- În anul 2000 instituția a fost separată de Casa de copii si funcționează de atunci sub denumirea de Școala Specială  Gimnazială Huedin[3].